# Anastasia Pozdniakova
Anastasia Iourievna Pozdniakova (russe : Анастасия Юрьевна Позднякова), née le 11 décembre 1985 à Elektrostal, est une plongeuse russe. 

## Palmarès

### Jeux olympiques
- Jeux olympiques de 2008 à Pékin (Chine) :
  -  Médaille d'argent du plongeon synchronisé à 3 m (avec Yuliya Pakhalina).

### Championnats du monde
- Championnats du monde 2009 à Rome (Italie) :
  -  Médaille de bronze du plongeon synchronisé à 3 m (avec Yuliya Pakhalina).

### Championnats d'Europe
- Championnats d'Europe 2008 à Eindhoven (Pays-Bas) :
  -  Médaille d'or du plongeon synchronisé à 3 m (avec Yuliya Pakhalina).
- Championnats d'Europe 2010 à Budapest (Hongrie) :
  -  Médaille d'argent du plongeon à 3 m.
  -  Médaille de bronze du plongeon à 1 m.